# Sant Martí de Provençals

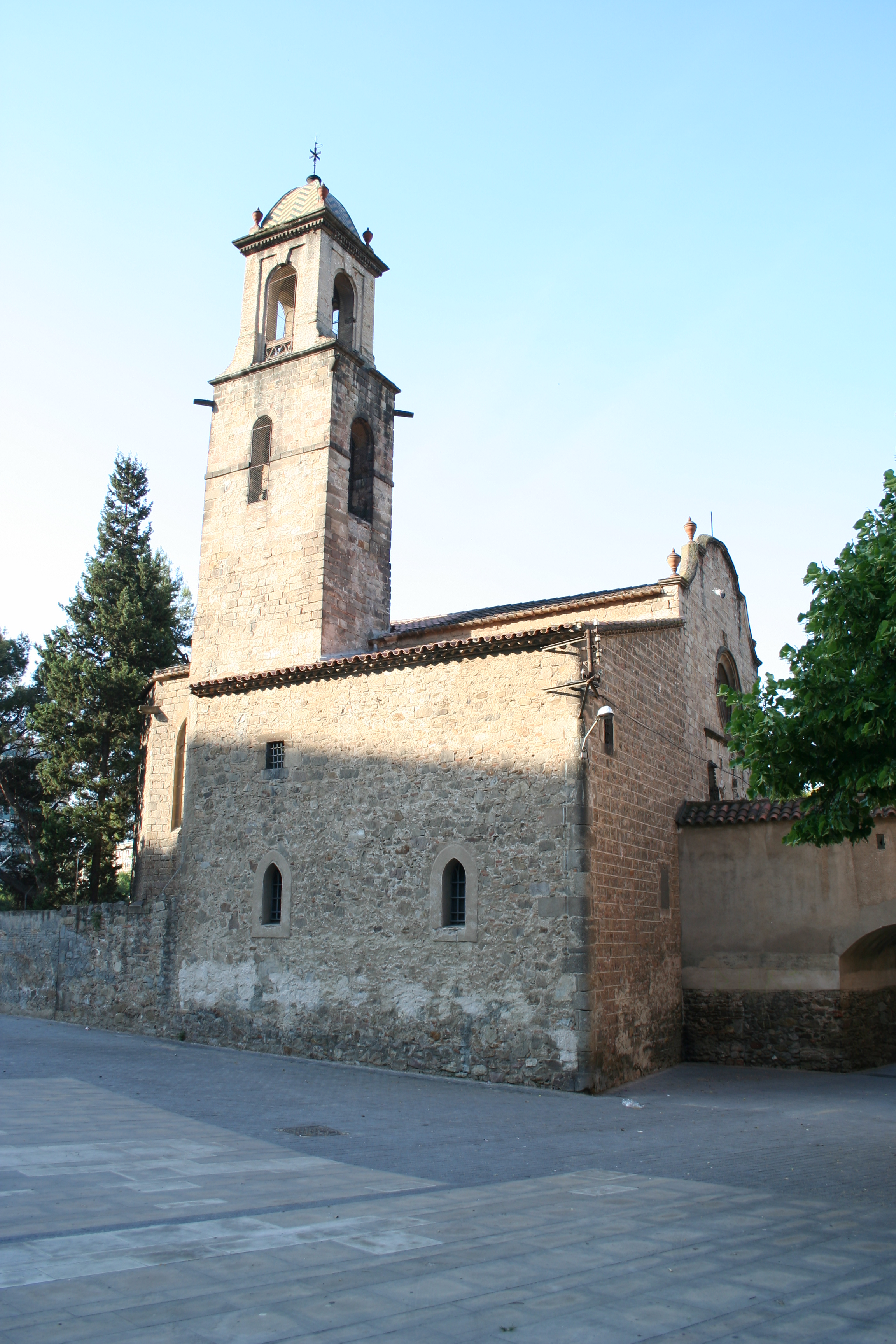
Església de Sant Martí

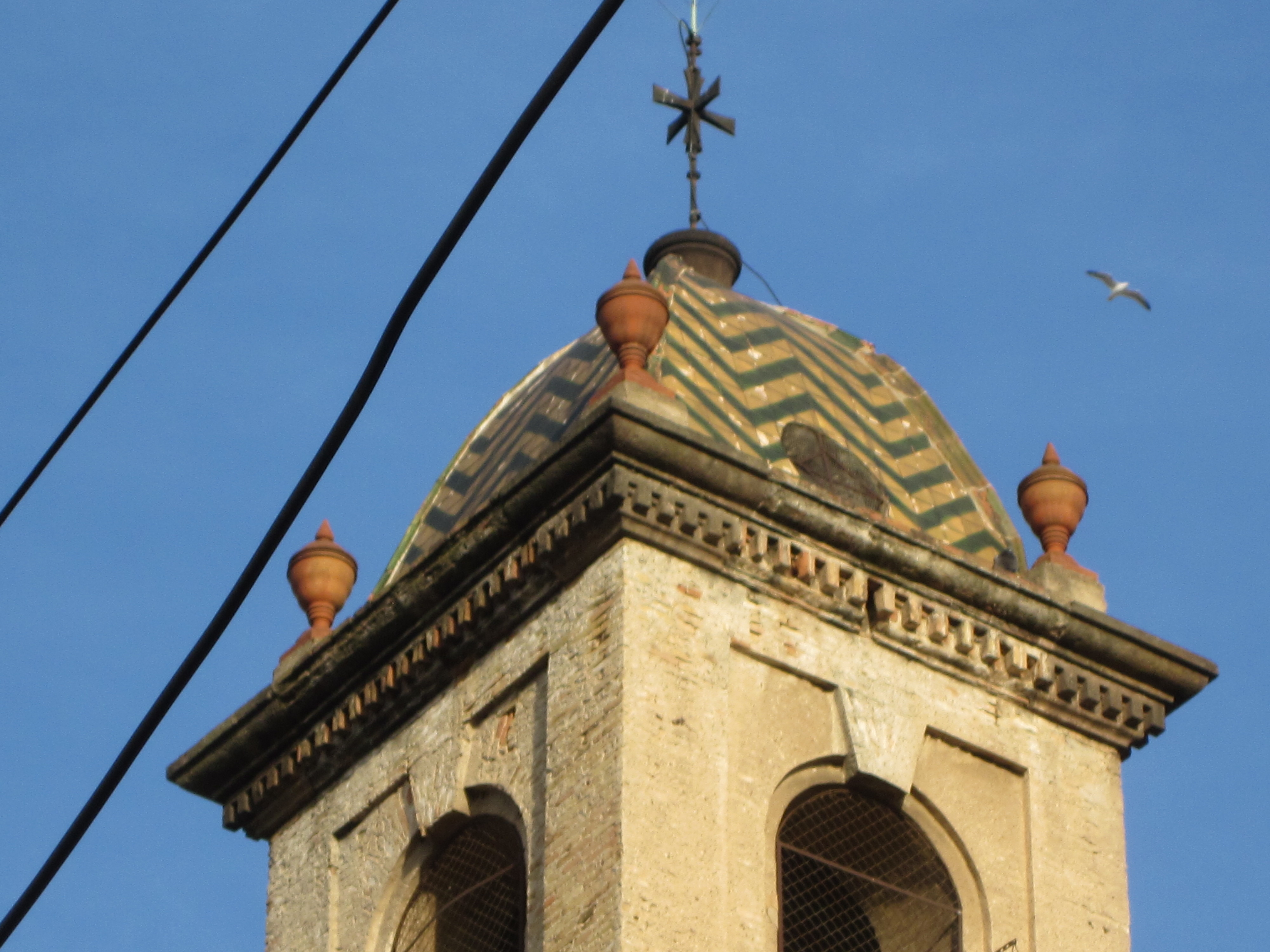
Coberta del campanar de l'església de Sant Martí de Provençals

Sant Martí de Provençals és un dels deu barris en què es divideix el districte de Sant Martí a la ciutat de Barcelona. Es troba delimitat per la Gran Via de les Corts Catalanes al sud-est, el Clot al sud-oest, la Sagrera al nord-oest, i la Verneda i la Pau al nord-est.
És part d'un antic municipi amb el mateix nom, creat arran de les reformes de Felip V d'Espanya del Decret de Nova Planta i localitzat en el sector nord-est del pla de Barcelona. En l'actual barri de Sant Martí de Provençals es localitzava un dels tres nuclis de població principals del municipi i que donava nom al mateix. El poble i municipi va tenir des del segle x una població discreta, que va augmentar considerablement durant el segle xix i principis del segle xx a causa de la influència expansiva de la veïna Barcelona i la puixant indústria assentada en el municipi. El contacte entre aquest municipi i altres del pla de Barcelona al costat del creixement previst de Barcelona mitjançant l'aplicació de plans com el d'Ildefons Cerdà van conduir a l'annexió de diversos d'aquests municipis a Barcelona en 1897. Amb l'última divisió administrativa de l'Ajuntament de Barcelona el 1984, es reconeix una identitat i autonomia local en gran part del territori de l'antic municipi de Sant Martí de Provençals en fer-lo coincidir amb el districte de Sant Martí.

## Etimologia
Si bé Sant Martí refereix clarament a sant Martí de Tours, per al topònim Provençals s'han proposat dues teories. La més erudita, menys fiable i difícil de provar és la que connecta el topònim amb la veu llatina agri provintialis, camps habitats i conreats des de l'època romana. La base de província com a origen etimològic es troba també en altre sentit en la segona teoria, que relaciona amb provençals, o habitants de Provença, l'etimologia de les quals és la mateixa (Provença=Província de Roma). Es creu que podria provenir d'un grup d'habitants d'aquella regió que es van assentar en el territori després de la conquesta franca de la ciutat de Barcelona en 801.
Si bé és improbable que Martí de Tours trepitgés l'indret en vida, algunes llegendes relaten la presència en la localitat del sant (encara quan, durant la seva vida en el segle iv, no hi ha documentada presència humana en el territori de Sant Martí). El Costumari Català de Joan Amades en recull una, en la qual un dia fred de tardor el sant s'allotja a casa d'un habitant del poble que es queixa del fred d'aquesta època i el mal que pot provocar en les seves terres com la pobresa o la fam. De tan bé que havia estat tractat, el sant es proposa posar remei a la situació i aconsegueix que les temperatures se suavitzin durant aquestes dates (al voltant del dia de Sant Martí), en el que és anomenat estiuet de Sant Martí. La llegenda diu que la casa en la qual el sant es va allotjar després va ser convertida en església, i aquesta és l'actual església parroquial de Sant Martí que dona nom a la zona. Amades suggereix que la tradició local catalana de Sant Martí és deguda a la seva veneració per part de les tropes franques de la conquesta durant els segles viii i ix. Altres llegendes locals situen el capítol de la capa i el pobre d'aquest sant en els voltants de Sant Martí.

## Història
La primera constància de població en el territori es troba documentat en 989 sota el topònim de Provençals. La població i increment de la població a principis de la baixa edat mitjana s'atribueix a la construcció del Rec Comtal una séquia o canal d'aigua que acostava les aigües del riu Besós a Barcelona, gràcies al qual es van construir diversos molins i masies per a aprofitar aquest curs fluvial. Per a defensar el territori aviat es va construir una primitiva fortalesa, anomenada oppidum en 995 i fortitudo en 1097. Un document de 1046 ja parla d'unes cases amb una torre prop de Sant Martí. El nucli de població es va centrar en l'església de Sant Martí de Provençals que malgrat la seva data de construcció és desconeguda, se sap que en 1502 va deixar de dependre de Sant Andreu del Palomar per a afiliar-se a l'església de Santa Maria del Mar de Barcelona. Una despoblació de mitjan segle xiv és palesa en un cens que va registrar per a aquesta parròquia sols 17 llars (focs). Cap a finals del segle xv, l'església va ser reedificada, primerament en estil gòtic tardà en la portalada de la qual s'inscriu un timpà d'escultura que retrata el sant en el moment de partir la seva capa per a donar-la al pobre. L'obra no es va completar fins a 1688, ja amb tints barrocs i una comunitat d'habitants reflorida. És al voltant dels segles XVI i xvii que s'edifiquen algunes construccions en l'àrea de la Sagrera. A inicis del segle xiii (1208) es documenta la Torre de Sant Joan del Clot de la Mel, una de les principals possessions de la comanda barcelonina de l'orde de l'Hospital de Sant Joan de Jerusalem. Després de la desamortització de Madoz, aquesta casa passà a mans particulars. Vers els anys trenta del segle passat, els propietaris la cediren a l'ajuntament de la ciutat perquè fos convertida en escola pública ("Escoles Casas"). Al costat d'aquesta antiga torre, l'any 1868, hi fou ubicada la seu de l'ajuntament del districte de Sant Martí.

## Industrialització
La indústria va arribar a ser una de les senyes d'identitat del municipi, al qual se li van associar noms com L'obrador de Barcelona o El Manchester català (o El Manchester Espanyol). La industrialització es va iniciar en el segle xviii per l'explotació de prats d'indianes que va augmentar en el segle següent i es va estendre principalment per Taulat i el Poblenou. Ja en el cens de Madoz de 1845 es registra, a part de les fàbriques d'indianes, adoberies, una fàbrica d'àcid sulfúric i nítric, una fàbrica de patates, una de cordes per a vaixells, tres de tints i cinc molins de farina. Els nuclis del Clot i Poblenou van ser els que van concentrar majoritàriament la indústria.

## L'annexió a Barcelona
Els primers passos seriosos per a l'agregació dels municipis del pla a la ciutat de Barcelona es van donar en 1876 per iniciativa del diputat conservador Marià Maspons i Labrós, adduint que l'agregació d'aquests municipis que fitaven la capital catalana facilitarien el seu creixement i permetria l'aplicació del Pla Cerdà. En 1886, la Direcció general d'Administració Local va ordenar a la Diputació de Barcelona agilitar l'expedient d'agregació d'aquells municipis. No obstant això, molts habitants d'aquests municipis es van oposar a aquest pla, tant per qüestions identitàries com per evitar l'augment de la contribució industrial i impost de consum, que augmentarien després de l'agregació d'acord amb el règim de Barcelona. Amb el temps, alguns sectors de la població van anar acceptant l'annexió, com es va anotar en el diari local L'Arch de Sant Martí:
La agregación viene por ella misma; es un caso natural que más tarde o más pronto debe ser un hecho, pese a todos.
Alguns sectors sí que en van ser partidaris des del començament de l'annexió, com els propietaris de sòl urbà, que aspiraven a la revaloració dels seus terrenys després de l'annexió. No obstant això, els propietaris de les fàbriques ja edificades prenien partit contra l'annexió per a mantenir les contribucions més baixes donat el caràcter del municipi de Sant Martí. El 30 de novembre de 1893 un grup va demanar que part del terme fos agregat a Barcelona, la qual cosa l'ajuntament martinenc va acceptar. El 20 d'abril de 1897 es va signar el decret d'agregació, que annexava a Barcelona els municipis de Les Corts de Sarrià, Sants, Gràcia, Sant Andreu del Palomar, Sant Gervasi de Cassoles i Sant Martí de Provençals. La qüestió dels municipis de Sant Joan d'Horta, Sant Adrià de Besòs (solament fins al riu Besós) i Sarrià es resoldria posteriorment. El decret augmentaria els impostos de consum però es va acordar congelar durant deu anys les taxes industrials. Les veus contràries a l'annexió van seguir vives algun temps, alguns ciutadans van celebrar una reunió de caràcter antiagregacionista, i alguns diaris, com El Provensalense es van posicionar a favor d'aquell moviment, que per al 30 de maig d'aquell any havia recollit 10.000 signatures a favor de la revocació del decret d'agregació.
L'any 1989, Josep de la Vega va documentar, durant una intervenció arqueològica a l'enllosat del pati davanter de l'església de Sant Martí Vell o de Provençals, tres fragments de carreus que podrien tenir una atribució cronològica d'època romana. Si bé es va confirmar que podien ser elements romans, no es pot esbrinar a quin tipus de construcció haurien pertangut. Una possibilitat, apuntada per Josep de la Vega, seria que provinguessin d'algun monument funerari, construccions que usualment tenien ornamentació arquitectònica i se situaven prop de les vies i camins, com és el cas del nucli de l'església de Sant Martí de Provençals.

## Símbols
El primer símbol que va adoptar el nou Ajuntament sorgit després del Decret de Nova Planta apareix en forma de segell municipal a mitjan segle xviii en el qual es mostra a Sant Martí compartint la seva capa amb un pobre, envoltat d'una llegenda amb el nom del municipi en català, ST MARTI DE PROVENSALS. Aquesta iconografia es va mantenir fins a principis de la dècada de 1830 si bé havia anat modificant-se el disseny del dibuix. Des de 1833 a 1842 el segell mostra la figura de Sant Martí encara que en ofici de bisbe, amb bàcul i mitra, i amb llegenda en castellà. En 1842 el segell canvia, i és utilitzat un que mostra un llibre (la Constitució), sota aquest, dues palmes creuades; la llegenda afegeix ALCALDIA CONSTITUCIONAL. Amb la següent Constitució, en 1845, es torna a la primera representació de Sant Martí i la llegenda indica «AYUNTAMIENTO CONSTL DE S. MARTIN DE PROVENSALS». En 1848 canvia totalment la disposició del segell i es mostren els atributs de sant Martí com a bisbe i cavaller: mitra, espasa, bàcul i beina, incloent elements heràldics de Barcelona: quatre pals i creu de Sant Jordi. Al desembre de 1857, per mandat de la Diputació de la província de Barcelona hom va ordenar que tots els pobles fessin nous segells i escuts d'acord amb la seva història. El 25 de gener de 1855 l'Ajuntament de Sant Martí va adoptar l'escut que Bruno Rigalt havia elaborat: «partit en faixa, en la part superior camp d'atzur amb el lambel de Provença i en la part inferior camp de plata amb la Creu de Sant Jordi de gules; el tot cimat amb una corona antiga». Aquest escut, que assumeix la teoria del topònim relacionant-lo amb la regió provençana es mostrarà, no obstant això, en alguns segells sense el lambel. En altres ocasions, el lambel de Provença, que és de gules, és mostrat en plata. La Gran Enciclopèdia Comarcal (d'Enciclopèdia Catalana) mostra un escut per a Sant Martí en el qual la primera quarterada, d'atzur, apareix sembrat de flors de lis d'or, a més del lambel de gules.

## Nuclis i barris
El cens de Madoz, realitzat en 1845 anota als 2.444 habitants i 900 cases dividides en quatre nuclis de població o partides: La Sagrera, el Taulat, el Clot i la Muntanya.

## Vegeu també

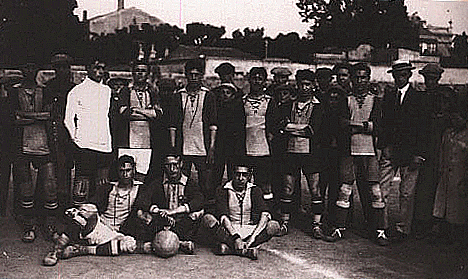
Plantilla del CE Júpiter de 1916